# LunchMoney Lewis
Gamal "LunchMoney" Lewis (Miami, Florida, 1988. január 11. –) amerikai rapper, énekes, dalszerző. Legismertebb slágere a 2015-ös Bills című dal, mely Ausztráliában, Új-Zélandon, valamint az Egyesült Királyságban is slágerlistás helyezést ért el.

## Élete
Lewis Miamiban született. Apja Ian Lewis, nagybátyja Roger Lewis. Mindketten tagjai az amerikai Jamaican reggae csoportnak, valamint Inner Circle stúdiójának a Circle House-nak, amelyben Flo Rida és Lil Wayne is dolgozott már, és itt vette fel dalait. Leis tinédzserként kapta a "Lunchmoney" becenevet, és Salaam Remi hiphopproducerrel kezdett el dolgozni.

## Karrierje

### 2014-2015 "Bills"
Lewis Dr. Luke producerrel készítette el a Trini Dem Girls című dalt Nicki Minaj 2014-es albumára a The Pinkprint címűre. Ő szintén írt dalt Jessie J számára, mely a Burnin' Up címet kapta, és Jesse J Sweet Talker című albumán szerepel. A Fifth Harmony "Bo$$" című dalát is ő írta, mely a csapat 2015-ös Reflection című albumán kapott helyet.
Lewis debütáló kislemeze a Bills a Billboard Hot 100-as listán a 79. helyig jutott, az Aria slágerlistáján viszont 1. helyezett lett.
2015 áprilisában megjelent Lewis garage és rock – funk stílusú dala a Real Thing, mely a Bills EP-n kapott helyet. Az EP 2015 április 21-én jelent meg. Lewis szintén közreműködött Young Money Yawn Let's Go See Papi című dalában, melyben Pusha T is jelen volt.

### 2015 – "Rumored" – a debütáló album
A Bills EP sikere után Lewis visszatért a stúdióba, és egyre több zenét írt. 2015 augusztusában megjelent a Whip It! című dal, melyet Chloe Angelides énekessel készített. Az ehhez készült videóklip 2015 szeptember 15-én jelent meg.
2015. december 11-én megjelent az Is Not Too Cool című második kislemez, mely később szerepelt a Madden NFL 16 videójátékban is. Ezáltal nagy érdeklődés mutatkozott Lewis debütáló albuma iránt.
2016-ban számos közös produkcióban vett részt. Ő szerepelt a Yo Gotti rapper Again című dalában is, és Meghan Trainor I Love Me című promóciós kislemezén is, mely az előadó Thank You című albumán szerepel.

## Diszkográfia

### EP
| Cím        | Megjelenés                                                                            |
| ---------- | ------------------------------------------------------------------------------------- |
| Bills (EP) | - Megjelent: 2015 április 21 - Formátum: Digitális letöltés - Label: Kemosabe Records |

### Kislemezek
| Év                                                                   | Cím                                                  | Legjobbchart helyezés | Legjobbchart helyezés | Legjobbchart helyezés | Legjobbchart helyezés | Legjobbchart helyezés | Legjobbchart helyezés | Legjobbchart helyezés | Legjobbchart helyezés | Legjobbchart helyezés | Díjak, jelölések                                            | Album |
| Év                                                                   | Cím                                                  | US                    | AUS                   | AUT                   | CAN                   | GER                   | NLD                   | NZ                    | SWI                   | UK                    | Díjak, jelölések                                            | Album |
| -------------------------------------------------------------------- | ---------------------------------------------------- | --------------------- | --------------------- | --------------------- | --------------------- | --------------------- | --------------------- | --------------------- | --------------------- | --------------------- | ----------------------------------------------------------- | ----- |
| 2015                                                                 | "Bills"                                              | 79                    | 1                     | 7                     | 71                    | 15                    | 14                    | 6                     | 44                    | 2                     | - RIAA: Arany - ARIA: 2× Platina - BPI: Arany - RMNZ: Arany | Bills |
| 2015                                                                 | "Whip It!" (featuring Chloe Angelides)               | —                     | 11                    | 72                    | —                     | 23                    | —                     | —                     | —                     | —                     | - ARIA: 2× Platina                                          | ?     |
| 2015                                                                 | "Ain't Too Cool"                                     | —                     | —                     | —                     | —                     | —                     | —                     | —                     | —                     | —                     |                                                             | ?     |
| 2016                                                                 | "H.O.E. (Heaven On Earth)" (featuring Ty Dolla Sign) | —                     | —                     | —                     | —                     | —                     | —                     | —                     | —                     | —                     |                                                             | ?     |
| 2017                                                                 | "Donald"                                             | —                     | —                     | —                     | —                     | —                     | —                     | —                     | —                     | —                     |                                                             | ?     |
| "—" Nem volt slágerlistás helyezés, vagy nem jelent meg az országban |                                                      |                       |                       |                       |                       |                       |                       |                       |                       |                       |                                                             |       |

#### Közreműködő előadóként
| Cím                                                                             | Év   | Legjobb slágerlistás helyezés | Legjobb slágerlistás helyezés | Legjobb slágerlistás helyezés | Album                                               |
| Cím                                                                             | Év   | US                            | AUS                           | CAN                           | Album                                               |
| ------------------------------------------------------------------------------- | ---- | ----------------------------- | ----------------------------- | ----------------------------- | --------------------------------------------------- |
| "Greenlight" (Pitbull featuring Flo Rida and LunchMoney Lewis)                  | 2016 | 95                            | —                             | 79                            | Climate Change                                      |
| "Money Maker" (Throttle featuring LunchMoney Lewis and Aston Merrygold)         | 2016 | —                             | 65                            | —                             | ?                                                   |
| "What Happened To Love" (Wyclef Jean featuring LunchMoney Lewis and The Knocks) | 2017 | —                             | —                             | —                             | The Carnival Vol. III: The Fall & Rise Of A Refugee |
| "—" nem volt slágerlistás helyezés vagy nem jelent meg az országban             |      |                               |                               |                               |                                                     |

### Egyéb slágerlistás dal
| 2015                               | "Trini Dem Girls" (Nicki Minaj featuring LunchMoney Lewis) | —  | 1 | The Pinkprint |
| 2015                               | "Mama"                                                     | 41 | — | Bills         |
| "—" nem volt slágerlistás helyezés |                                                            |    |   |               |

### Vendég előadóként
| Cím                                         | Év   | Közreműködő előadó                  | Album              |
| ------------------------------------------- | ---- | ----------------------------------- | ------------------ |
| "I Feel Good"                               | 2015 | Thomas Rhett                        | Tangled Up         |
| "Drag Me Down" (Big Payno x AFTERHRS Remix) | 2015 | One Direction                       | Perfect EP         |
| "Favorite"                                  | 2016 | Travis Mills, K CAMP, Ty Dolla $ign | While You Wait EP  |
| "I Love Me"                                 | 2016 | Meghan Trainor                      | Thank You          |
| "Lifestyle"                                 | 2016 | Yo Gotti                            | White Friday (CM9) |
| "Who I Am"                                  | 2017 | Maroon 5                            | Red Pill Blues     |

### Dalíróként
| Cím                                              | Év   | Előadó         | Album                   |
| ------------------------------------------------ | ---- | -------------- | ----------------------- |
| "Scholarship" (featuring ASAP Rocky)             | 2013 | Juicy J        | Stay Trippy             |
| "Bo$$"                                           | 2014 | Fifth Harmony  | Reflection              |
| "Burnin' Up" (featuring 2 Chainz)                | 2014 | Jessie J       | Sweet Talker            |
| "Stand Up"                                       | 2014 | Chris Webby    | Chemically Imbalanced   |
| "Jackie (B.M.F.)"                                | 2015 | Ciara          | Jackie                  |
| "Lullaby"                                        | 2015 | Ciara          | Jackie                  |
| "Give Me Love"                                   | 2015 | Ciara          | Jackie                  |
| "First Time"                                     | 2015 | Icona Pop      | Emergency EP            |
| "Break a Sweat"                                  | 2015 | Becky G        | Non-album single        |
| "Not Too Young"                                  | 2015 | Sabina Ddumba  | Non-album single        |
| "Make Up" (featuring Chloe Angelides)            | 2015 | R. City        | What Dreams Are Made Of |
| "End of The Day"                                 | 2015 | One Direction  | Made in the A.M.        |
| "Marching Band" (featuring Juicy J)              | 2015 | R. Kelly       | The Buffet              |
| "Ain't Your Mama"                                | 2016 | Jennifer Lopez | Non-album single        |
| "Watch Me Do"                                    | 2016 | Meghan Trainor | Thank You               |
| "I Love Me" (with LunchMoney Lewis)              | 2016 | Meghan Trainor | Thank You               |
| "I Won't Let You Down"                           | 2016 | Meghan Trainor | Thank You               |
| "Goosebumps"                                     | 2016 | Meghan Trainor | Thank You               |
| "Be The 1"                                       | 2017 | Ricky Reed     | Non-album single        |
| "So Good" (featuring Ty Dolla Sign)              | 2017 | Zara Larsson   | So Good                 |
| "Swalla" (featuring Nicki Minaj & Ty Dolla Sign) | 2017 | Jason Derulo   | 777                     |

## További információ
- Hivatalos oldal
- LunchMoney Lewis a Facebookon
- LunchMoney Lewis az Internet Movie Database-ben (angolul)
- LunchMoney Lewis a Rotten Tomatoeson (angolul)